# Synaphris schlingeri
Espèce
Synaphris schlingeri est une espèce d'araignées aranéomorphes de la famille des Synaphridae.

## Distribution
Cette espèce est endémique de Madagascar. Elle se rencontre dans les régions d'Atsimo-Andrefana et d'Androy.

## Description
Le mâle holotype mesure 0,85 mm et la femelle paratype 0,92 mm, les mâles mesurent de 0,73 à 0,85 mm et les femelles de 0,71 à 0,92 mm.

## Systématique et taxinomie
Cette espèce a été décrite par Miller en 2007.

## Étymologie
Cette espèce est nommée en l'honneur d'Evert Irving Schlinger.

## Publication originale
- Miller, 2007 : « Synaphridae of Madagascar (Araneae: Araneoidea): a new family record for the Afrotropical region. » Proceedings of the California Academy of Sciences, vol. 58, no 3, p. 21-48 (texte intégral).